# Faquir
Faquir (de l'àrab فقیر, faqīr, en plural fuqarā’, "pobre") és el nom que reben els ascetes sufís a l'Índia: un faquir és aquell que renuncia a totes les possessions i que només viu per Déu. Etimològicament, als països musulmans es diu faquir al qui s'agenolla, al pobre, a l'indigent. L'Alcorà l'utilitza com a contraposició a ghani ("el que es val a si mateix") i designa al qui no té res, ni ofici ni benefici. Així, popularment, "faquir" designa un pobre, un indigent que demana almoina. La paraula fou introduïda a l'anglès el 1608 i va passar a altres llengües.
A Occident, el mot designa per extensió certs ascetes hindús (ioguis, swamis, gurus, sadhus) que se sotmeten a intenses pràctiques físiques per aconseguir el control sobre diverses funcions vitals. També es referix als artistes que realitzen certs espectacles d'il·lusionisme.
Per al pensador G. I. Gurdjieff, segons el seu ensenyament de la quarta via, la paraula "faquir" es fa servir per designar específicament el camí de desenvolupament personal basat a utilitzar el cos físic, en comparació amb la paraula "iogui" (que designa el camí del mental) i "monjo" (el camí de les emocions).